# Каролина Пармская
Каролина Пармская (имя при крещении: Каролина Мария Тереза Джузеппа) (22 ноября 1770 — 1 марта 1804) была принцессой Пармы по рождению и принцессой Саксонии после замужества. Она была старшей дочерью герцога Пармы Фердинанда и его жены Марии Амалии Австрийской.

## Семья
Каролина была старшей из девяти детей рожденных в семье герцога Пармского Фердинанда. Она приходилась старшей сестрой королю Этрурии Людовику, а через него теткой герцогу Пармы Карлу II.
Её отец Фердинанд был сыном герцога Пармы Филиппа I и Луизы Елизаветы Французской. Филипп, в свою очередь был испанским инфантом — сыном короля Филиппа V, а Луиза Елизавета — дочерью Людовика XV Французского.
Мать Каролины, Мария Амалия была дочерью Императора Франца I и Марии Терезии. Через свою мать Каролина приходилась племянницей многим монархам Европы, среди которых: императоры Священной Римской империи Иосиф II и Леопольд II и королева Франции Мария-Антуанетта.
После её смерти в 1804 году, её муж женился на её племяннице Луизе Пармской.

## Брак и потомство
Каролина вышла замуж за Саксонского принца Максимилиана 22 апреля 1792 года в Парме по доверенности, а позднее 9 мая 1792 года — лично. Её супруг был пятым и младшим сыном курфюрста Саксонии Фридриха Кристиана. 

В семье появилось семь детей:
- Амелия (1794—1870),
- Мария Фердинанда (1796—1865), вторая супруга Фердинанда III, великого герцога Тосканского;
- Фридрих Август II (1797—1854), король Саксонии в 1836—1854;
- Клемент (1798—1822),
- Мария (1799—1832), супруга Леопольда II, великого герцога Тосканского;
- Иоганн (1801—1873), король Саксонии в 1854—1873;
- Мария Жозефа (1803—1829), супруга короля Испании Фердинанда VII.

## Официальные титулы
- 22 ноября 1770 — 22 апреля 1792 Её Королевское Высочество Принцесса Каролина Пармская
- 22 апреля 1792 — 1 марта 1804 Её Королевское Высочество Принцесса Максимилиан Саксонский